# X射线联星

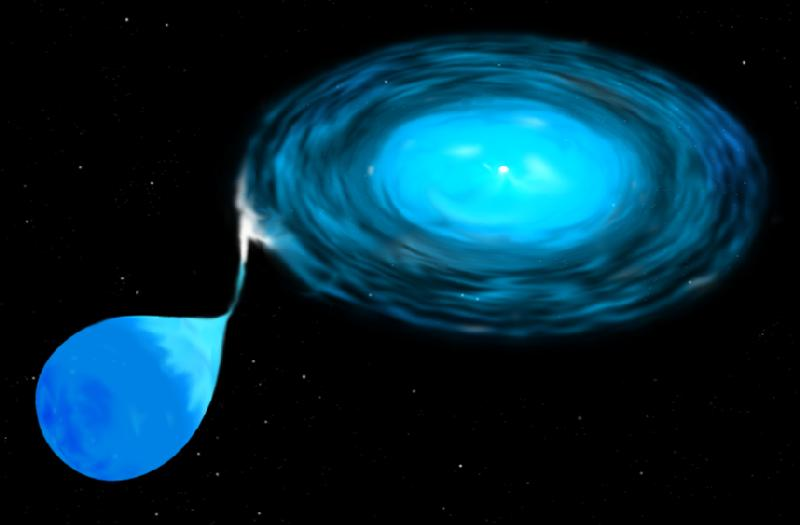
X射线聯星中的巨星-吸积盘示意图

X射线聯星是一类发出明亮X射线辐射的聯星，聯星系统中有一颗为致密星，通常为中子星或黑洞。它们的典型光度在1036-1038尔格／秒之间，比太阳全波段的光度高3到5个数量级。X射线聯星在靠近银心和银盘的方向分布比较集中，在球状星团中也有分布。

## X射线聯星的发现
1960年代，人们利用火箭和气球确定了大约30个X射线源。1964年薩佩特和泽尔多维奇等人提出银河系X射线源是聯星系统中的中子星或者黑洞的吸积过程产生的。最早证认的X射线聯星是半人马座X-3和武仙座X-1。20世纪70年代，乌呼鲁卫星观测到了它们具有X射线脉冲，周期分别为4.84秒和1.24秒，并且经历数天的周期性变化。X射线脉冲星发现后，提出了密近聯星的模型解释这种现象，脉冲的周期性变化是由于聯星相互掩食而产生的。这种说法已经得到广泛承认。
截至2006年，人们已经在银河系内发现了超过300个X射线聯星。钱德拉X射线天文台还在河外星系中发现了X射线聯星。

## X射线聯星的分类
根据伴星的质量，X射线聯星大体上可以分为高质量X射线聯星和低质量X射线聯星两类。

### 低质量X射线聯星
低质量X射线聯星的主星是一颗致密星（中子星或黑洞），伴星的质量较低，通常小于1倍太阳质量，轨道周期从数分钟到数百天不等。其X射线辐射是由于伴星充满了洛希瓣，部分物质被主星所吸积所致，这叫做“洛希瓣盛溢”。它们的X射线谱较软，少数有表现为X射线脉冲，多数有X射线暴和准周期震荡现象，并且很少发生交食。低质量X射线聯星的大部分辐射以X射线的形式释放出来，因此在天空中属于较明亮的X射线源，但在可见光波段很暗淡，视星等大约在15到20等。这类聯星截至2006年已经在银河系中发现了大约100颗，其中有13颗位于球状星团中。它们沿银河系核球的方向和球状星团中分布比较集中，而在银盘上则很弥散，属于年龄109年的年老星族。
一颗典型的低质量X射线聯星是4U1626-67，其主星为1.4倍太阳质量的X射线脉冲星，伴星为0.1倍太阳质量的矮星，在半径不到太阳半径的轨道上环绕主星运转，轨道周期为42分钟。武仙座X-1也是一颗典型的低质量X射线聯星。

### 高质量X射线聯星
高质量X射线聯星的伴星是一颗致密星，主星为大质量恒星（多数高于10倍太阳质量），光谱型多为O、B型，通常为有明顯氫發射線的B型星或超巨星。这类聯星的X射线辐射是由于主星吹出的星风被伴星所俘获，并下落到伴星表面而发出的。高质量X射线聯星在可见光波段的光度通常大于X射线光度，光学光度主要是由主星贡献的，而X射线辐射则主要由伴星（致密星）所贡献。其X射线谱的特点是较硬，时变特性变现为正常的X射线脉冲，多数出现交食，没有X射线暴。它们的空间分布沿银盘方向比较集中，属于年龄小于107年的年轻星族。
半人马座X-3是一颗典型的高质量X射线聯星，它是在1967年发现的，1971年里卡尔多·贾科尼等人利用乌呼鲁卫星的观测资料发现它具有规则的脉冲。半人马座X-3的主星是一颗20倍太阳质量的巨星，伴星是一颗X射线脉冲星，周期为4.84秒，环绕主星的轨道周期为2.1天。天鹅座X-1也是一颗高质量X射线聯星，它的伴星通常认为是一个黑洞。
高质量X射线聯星又可分为两类：超巨星／X射线聯星和铍星／X射线聯星。超巨星／X射线聯星的显著特点是具有球对称的星风，而铍星／X射线聯星的星风呈盘状，而且会呈现周期性的爆发，通常为暂现源。研究表明，铍星／X射线聯星在大、小麦哲伦云中占星系总质量的比例远远高于银河系，推测可能与金属量有关。

### 其它
除此之外还发现了介于二者之间的X射线聯星，怀疑应分为中等质量X射线聯星。截至2006年，此类X射线聯星只发现了1颗。激变变星发射X射线的中心天体是白矮星，通常也视为X射线聯星。
截至2006年，已测定40余个X射线聯星的脉冲和轨道周期，发现其周期是由无数个加快、减慢的过程叠加起来的，但从长期来看，总的趋势是自转加快的。铍星／X射线聯星的脉冲／轨道周期具有显著的相关性。此外，X射线聯星还具有无规则行走的性质。

## 延伸阅读
- http://arxiv.org/abs/astro-ph/0607624 （页面存档备份，存于）